# Epipaschiinae
Epipaschiinae zijn een onderfamilie van vlinders uit de familie snuitmotten (Pyralidae).

## Geslachten
- Accinctapubes Solis, 1993
- Agastophanes Turner, 1937
- Anaeglis Lederer, 1863
- Anarnatula Dyar, 1918
- Anexophana Viette, 1960
- Apocera Schaus, 1912 (= Paranatula Dyar, 1913)
- Araeopaschia Hampson, 1906 (= Aroeopaschia Amsel, 1956)
- Astrapometis Meyrick, 1884
- Austropaschia Hampson, 1916
- Axiocrita Turner, 1913
- Bibasilaris Solis, 1993
- Cacozelia Grote, 1878
- Calybitia Schaus, 1922
- Canipsa Walker, 1866 (= Sarama Moore, 1888, Scopocera Moore, 1888)
- Carthara Walker, 1865 (= Leptosphetta Butler, 1878, Pycnulia Zeller, 1881)
- Catalaodes Viette, 1953
- Catamola Meyrick, 1884 (= Elaphernis Meyrick, 1936)
- Cecidipta Berg, 1877 (= Acecidipta Amsel, 1956)
- Chloropaschia Hampson, 1906
- Coenodomus Walsingham, 1888 (= Alippa Aurivillius, 1894, Dyaria Neumoegen, 1893)
- Dasyvesica Solis, 1991
- Deuterollyta Lederer, 1863 (= Ajacania Schaus, 1925, Ajocara Schaus, 1925, Oedomia Dognin, 1906, Winona Hulst, 1888)
- Doddiana Turner, 1902
- Elisabethinia Ghesquière, 1942
- Ephedrophila Dumont, 1928
- Epilepia Janse, 1931
- Epipaschia Clemens, 1860
- Eublemmodes Gaede, 1917
- Geropaschia Hampson, 1917 (= Araeopaschia Hampson, 1916)
- Glossopaschia Dyar, 1914
- Heminomistis Meyrick, 1933
- Homura Lederer, 1863
- Incarcha Dyar, 1910
- Isolopha Hampson, 1895 (= Islopha Janse, 1931)
- Jocara Walker, 1863
- Lacalma Janse, 1931
- Lameerea Ghesquière, 1942
- Lamida Walker, 1859 (= Allata Walker, 1863)
- Lepidogma Meyrick, 1890 (= Asopina Christoph, 1893, Precopia Ragonot, 1891)
- Lepipaschia J. C. Shaffer & Solis, 1994
- Leptoses Ghesquière, 1942
- Lista Walker, 1859 (= Belonepholis Butler, 1889, Craneophora Christoph, 1881, Paracme Lederer, 1863)
- Locastra Walker, 1859 (= Taurica Walker, 1866)
- Macalla Walker, 1859 (= Aradrapha Walker, 1866, Mochlocera Grote, 1876, Pseudomacalla Dognin, 1908)
- Mazdacis Solis, 1993
- Mediavia Solis, 1993
- Micropaschia Hampson, 1906
- Milgithea Schaus, 1922 (= Miligithea Neave, 1940)
- Mimaglossa Warren, 1891
- Neopaschia Janse, 1922
- Noctuides Staudinger, 1892 (= Anartula Staudinger, 1893, Arnatula Hampson, 1896, Parorthaga Hampson, 1896)
- Nouanda Holland & Schaus, 1925
- Nyctereutica Turner, 1904 (= Diastrophica Turner, 1937)
- Obutobea Ghesquière, 1942
- Odontopaschia Hampson, 1903
- Omphalepia Hampson, 1906
- Omphalota Hampson, 1899
- Oneida Hulst, 1889
- Orthaga Walker, 1859 (= Edeta Walker, 1859, Hyperbalanotis Warren, 1891, Pannucha Moore, 1888, Proboscidophora Warren, 1891)
- Oxyalcia Dognin, 1905
- Pandoflabella Solis, 1993
- Parastericta Janse, 1931
- Peplochora Meyrick, 1933
- Phidotricha Ragonot, 1889 (= Eutrichocera Hampson, 1904, Jocarula Dyar, 1925)
- Plumiphora Janse, 1931
- Plutopaschia Hampson, 1917
- Pococera Zeller, 1848 (= Attacapa Hulst, 1889, Auradisa Walker, 1866, Benta Walker, 1863, Hemimatia Lederer, 1863, Katona Hulst, 1888, Lanthaphe Clemens, 1860, Lanthape Hulst, 1903, Loma Hulst, 1888, Saluda Hulst, 1888, Tetralopha Zeller, 1848, Tioga Hulst, 1888, Afra Ghesquière, 1942, Wanda Hulst, 1888)
- Poliopaschia Hampson, 1916
- Polylophota Hampson, 1906
- Pseudocera Walker, 1863
- Quadraforma Solis, 1993
- Rhynchopaschia Hampson, 1906
- Roeseliodes Warren, 1891
- Salma Walker, 1863 (= Calinipaxa Walker, 1866, Enchesphora Turner, 1913, Exacosmia Walker, 1865, Heterobella Turner, 1904, Heterobela Turner, 1904, Orthotrichophora Warren, 1891, Parasarama Warren, 1890, Parasamera Sharp, 1892, Pseudolocastra Snellen, 1890, Pseudolocastra Warren, 1891)
- Schoutedenidea Ghesquière, 1942
- Sparactica Meyrick, 1938
- Spectrotrota Warren, 1891
- Speiroceras Chrétien, 1911
- Stericta Lederer, 1863 (= Glossina Guenée, 1854, Matalia Walker, 1866, Oncobela Turner, 1937, Phialia Walker, 1866)
- Sultania Koçak, 1987
- Taiwanastrapometis Shibuya, 1928
- Tallula Hulst, 1888
- Tancoa Schaus, 1922
- Teliphasa Moore, 1888 (= Sultania Koçak, 1987)
- Termioptycha Meyrick, 1889 (= Sialocyttara Turner, 1913)
- Tineopaschia Hampson, 1916
- Titanoceros Meyrick, 1884
- Toripalpus Grote, 1878
- Trichotophysa Warren, 1896
- Yuma Hulst, 1889